# Kalale, Sakleshpur
Kalale là một làng thuộc tehsil Sakleshpur, huyện Hassan, bang Karnataka, Ấn Độ.